# مصرف أبو ظبي الإسلامي
مصرف أبو ظبي الإسلامي هو بنك إماراتي تأسس في 13 محرم سنة 1418 هـ الموافق 20 مايو سنة 1997 م كشركة مساهمة عامة، وكان ذلك بناء على المرسوم الأميري رقم 9 لسنة 1997 الذي أصدره خليفة بن زايد آل نهيان رئيس الدولة. وقد بدأ المصرف بتوفير مجموعة من الخدمات والمنتجات المصرفية ذات المستوى الرفيع، كخدمات التمويل وخدمات الحسابات المصرفية المختلفة منذ 11 رجب سنة 1419 هـ الموافق 11 نوفمبر سنة 1998 م. وقد تم افتتاح المصرف رسمياً في 18 أبريل سنة 1999 م. وبلغ رأس مال المصرف المصرح به والمكتتب فيه مليار درهم إماراتي أي ما يعادل 273 مليون دولار أمريكي موزعا على 100 مليون سهم بقيمة أسمية قدرها 10 دراهم للسهم الواحد، وجميعها أسهم عادية وهو أول مؤسسة مالية في العالم تصدر صكوكا خضراء مقومة بالدولار.

## الشركات التابعة
يضم مصرف أبو ظبي الإسلامي ثلاث شركات هي:
- إم بي إم العقارية.
- أبوظبي الإسلامي للأوراق المالية.
- الشركة السعودية للتمويل.

## مناطق النشاط
يوجد لمصرف أبو ظبي الإسلامي العديد من الفروع خارج دولة الإمارات العربية المتحدة وهي:

### مصر
مصرف أبو ظبي الإسلامي - مصر، تأسس نتيجة استحواذ التحالف الإماراتي بين كل من مصرف أبوظبي الإسلامي وشركة الإمارات الدولية للاستثمار على البنك الوطني للتنمية المصري عام 2007م، يضم المصرف حوالي 70 فرعاً في مختلف أنحاء مصر، وقد بلغ رأس المال المصرح به 4 مليار جنيه مصري، وحقق المصرف صافي أرباح بلغت قيمتها 237 مليون جنيه مصري في نهاية عام 2014م.
يقدم الفرع خدمات مصرفية للأفراد والشركات الصغيرة والمتوسطة، بما في ذلك الحسابات الجارية والتوفير والودائع لأجل والقروض الشخصية والعقارية والتجارية. مصرف أبوظبي الإسلامي يستخدم منصة الخدمات المصرفية الرقمية ADIBClick لتسهيل عمليات العملاء عبر الإنترنت بسهولة وأمان. يمكن للعملاء تسجيل الدخول باستخدام رقم حسابهم وكلمة المرور، والاستفادة من مجموعة من الخدمات المصرفية مثل التحويلات والاستثمارات والأوراق المالية.

### المملكة المتحدة
- مصرف أبو ظبي الإسلامي لديه فرع في المملكة المتحدة منذ عام 2012، ويقع في لندن. يركز الفرع على تقديم خدمات تمويل العقارات التجارية في السوق البريطانية.
- مصرف أبو ظبي الإسلامي قرر في يناير 2020 تحويل فرعه في المملكة المتحدة إلى فرع تابع للمجموعة، وذلك لتقليل التكاليف والالتزامات التنظيمية. وفقا للقرار، سيتوقف الفرع عن تقديم خدمات خاضعة للرقابة التنظيمية الخاصة بالمؤسسات المالية في المملكة المتحدة، مثل الحسابات الجارية والودائع لأجل وصناديق الأمانات.

### العراق
مصرف أبوظبي الإسلامي لديه فرع في العراق منذ عام 2012، ويقع في بغداد. يقدم الفرع خدمات مصرفية للشركات والأفراد، بما في ذلك الحسابات الجارية والتوفير والودائع لأجل والقروض الشخصية والعقارية والتجارية. مصرف أبوظبي الإسلامي أطلق في مايو 2021 منصة الخدمات المصرفية الرقمية للشركات ADIB Direct في العراق، وهي منصة تتيح للشركات إدارة حساباتها وتنفيذ عملياتها المصرفية عبر الإنترنت بسهولة وأمان.

### قطر
```
مصرف أبوظبي الإسلامي لديه فرع في 
قطر
 منذ عام 2011، ويقع في 
الدوحة
. يقدم الفرع خدمات مصرفية للشركات والأفراد، بما في ذلك الحسابات الجارية والتوفير والودائع لأجل والقروض الشخصية والعقارية والتجارية. مصرف أبوظبي الإسلامي يستخدم منصة الخدمات المصرفية الرقمية ADCB Internet Banking لتسهيل عمليات العملاء عبر الإنترنت بسهولة وأمان. يمكن للعملاء تسجيل الدخول باستخدام رقم هوية مصرف 
أبوظبي
 (CID) وكلمة المرور، والاستفادة من مجموعة من الخدمات المصرفية مثل التحويلات 
والاستثمارات
 والأوراق 
المالية
.
[
11
]
```

### المملكة العربية السعودية
افتتح أول فرع له في السعودية منذ عام 2018، ويقع في الرياض. يقدم الفرع خدمات مصرفية للأفراد والشركات والقطاع الخاص، بما في ذلك الحسابات الجارية والتوفير والودائع لأجل والقروض الشخصية والعقارية والتجارية. بنك أبوظبي الأول يستخدم منصة الخدمات المصرفية الرقمية ADCB Internet Banking لتسهيل عمليات العملاء عبر الإنترنت بسهولة وأمان. يمكن للعملاء تسجيل الدخول باستخدام رقم هوية بنك أبوظبي (CID) وكلمة المرور، والاستفادة من مجموعة من الخدمات المصرفية مثل التحويلات والاستثمارات والأوراق المالية.